# Courchaton
Courchaton era una comuna francesa que estaba situada en el departamento de Alto Saona, de la región de Borgoña-Franco Condado, que el 1 de enero de 2025 pasó a formar parte de la comuna nueva de Belles-Fontaines como comuna delegada.

## Demografía
| Gráfica de evolución demográfica de Courchaton entre 1800 y 2022 |
|                                                                  |

Los datos demográficos contemplados en este gráfico de la comuna de Courchaton se han cogido de 1800 a 1999 de la página francesa EHESS/Cassini, y los demás datos de la página del INSEE.